# 2020년 하계 올림픽 레바논 선수단
2020년 하계 올림픽 레바논 선수단은 2021년 일본 도쿄에서 열린 2020년 하계 올림픽에 참가한 올림픽 레바논 선수단이다.
레바논은 2020년 도쿄 하계 올림픽에 출전했다. 원래 2020년 7월 24일부터 8월 9일까지 열릴 예정이었던 올림픽은 코로나19 범유행으로 인해 2021년 7월 23일부터 8월 8일로 연기되었다.
이는 레바논의 18번째 하계 올림픽 출전이었다. 레바논은 수에즈 위기에 대한 대응으로 멜버른에서 열린 1956년 하계 올림픽에 참석하지 않았다. 개막식에서 각국은 오십음 문자를 사용하는 일본 전통 문자 순으로 행진했고, 러시아는 도핑 제재로 인해 표준 목록에서 제외됐고, 레바논은 2028년 개최국 미국과 2024년 개최국 프랑스, 개최국 일본에 앞서 국가 퍼레이드에서 꼴찌를 차지했다.

## 출전 선수
| 종목 | 남자 | 여자 | 전체 |
| ---- | ---- | ---- | ---- |
| 육상 | 1    | 0    | 1    |
| 유도 | 1    | 0    | 1    |
| 사격 | 0    | 1    | 1    |
| 수영 | 1    | 1    | 2    |
| 역도 | 0    | 1    | 1    |
| 전체 | 3    | 3    | 6    |

## 같이 보기
- 올림픽 레바논 선수단